# Propebela areta
Propebela areta é uma espécie de gastrópode do gênero Propebela, pertencente a família Mangeliidae.